# انسون نورساپ
انسون نورساپ (به انگلیسی: Anson Northup) یک کشتی است که طول آن ۹۰ فوت (۲۷ متر) می‌باشد.